# Java Head (film, 1923)

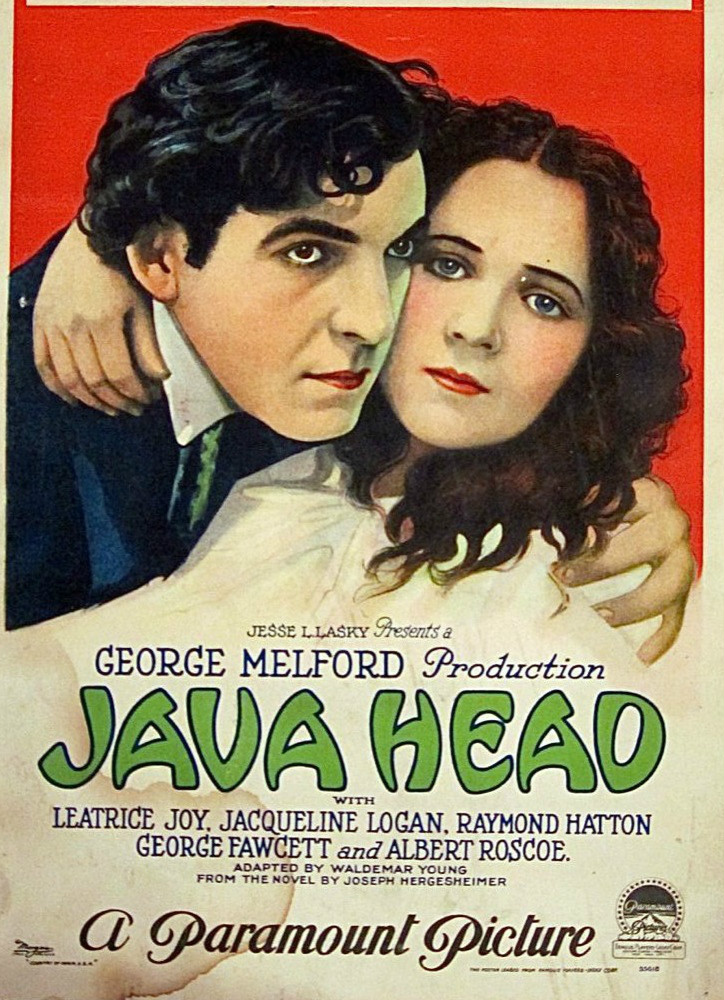
Affiche du film.

Pour l’article homonyme, voir Java Head.
Java Head est un film américain réalisé par George Melford, sorti en 1923.

## Synopsis
L'histoire tragique du mariage entre un capitaine de bateau et une princesse chinoise.

## Fiche technique
- Réalisation : George Melford
- Scénario : Waldemar Young d'après Java Head de Joseph Hergesheimer[1]
- Photographie : Bert Glennon
- Production : Famous Players–Lasky
- Distributeur : Paramount Pictures
- Durée : 80 minutes
- Date de sortie : 28 janvier 1923

## Distribution
- Leatrice Joy : Taou Yuen
- Jacqueline Logan : Nettie Vollar
- Frederick Strong : Jeremy Ammidon
- Alan Roscoe : Gerrit Ammidon (probably credited as Albert Roscoe)
- Arthur Stuart Hall : William Ammidon
- Rose Tapley : Rhoda Ammidon
- Violet Axzelle : Laurel Ammidon
- Audrey Berry : Sisall Ammidon
- Polly Archer : Camilla Ammidon
- Betty Bronson : Janet Ammidon
- George Fawcett : Barzil Dunsack
- Raymond Hatton : Edward Dunsack
- Helen Lindroth : Kate Vollar
- Dan Pennell : Broadrick
- George S. Stevens : The Butler
- Mimi Sherwood : The Maid
- Frances Hatton : La Nurse

## Galerie

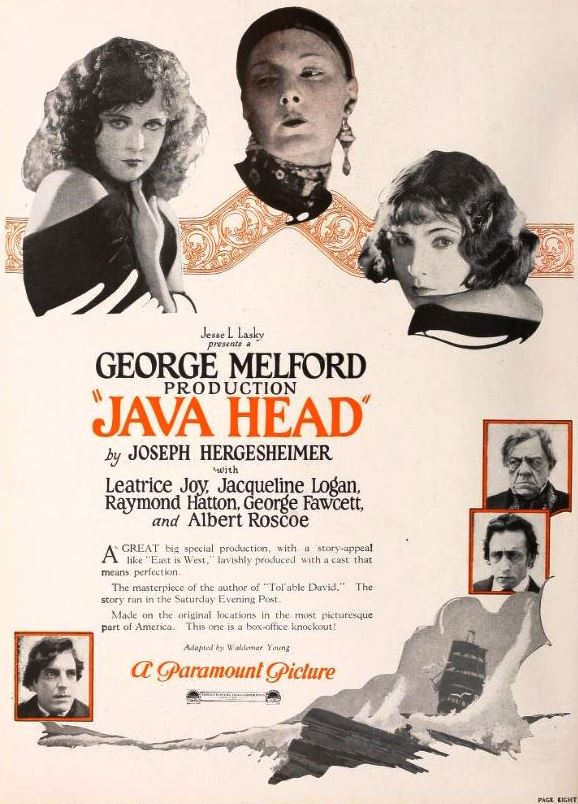
Affiche du film
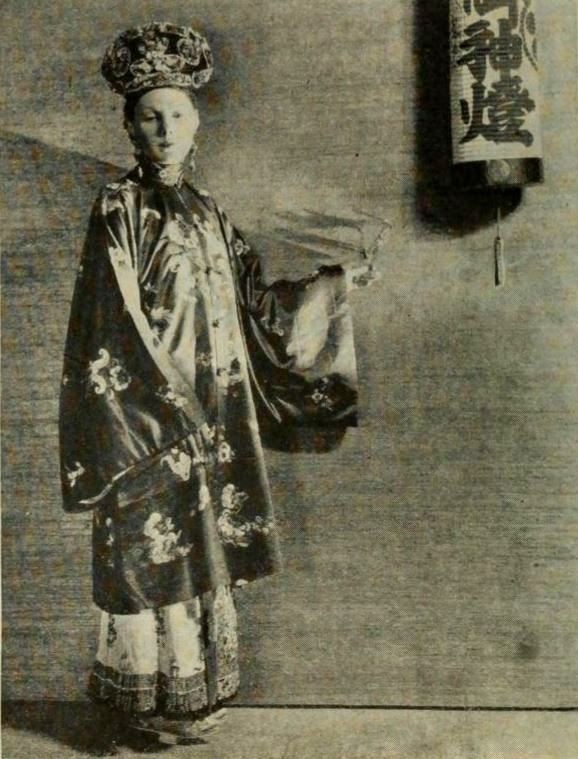
Leatrice Joy
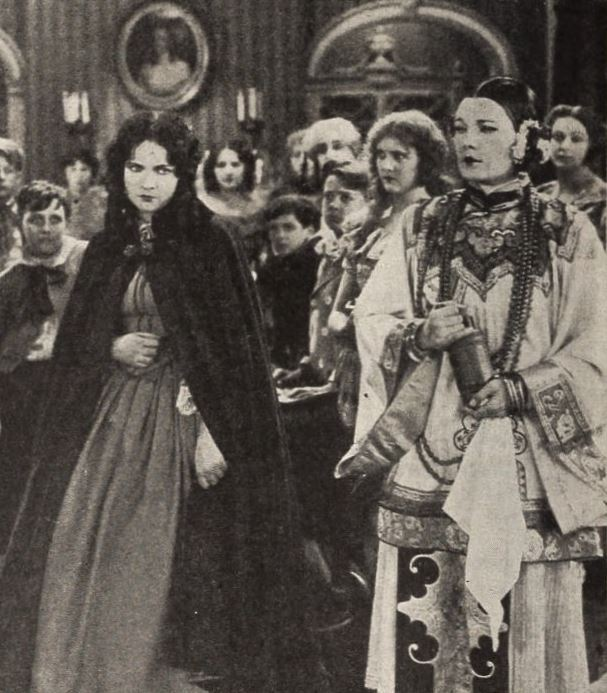
Jacqueline Logan et Leatrice Joy
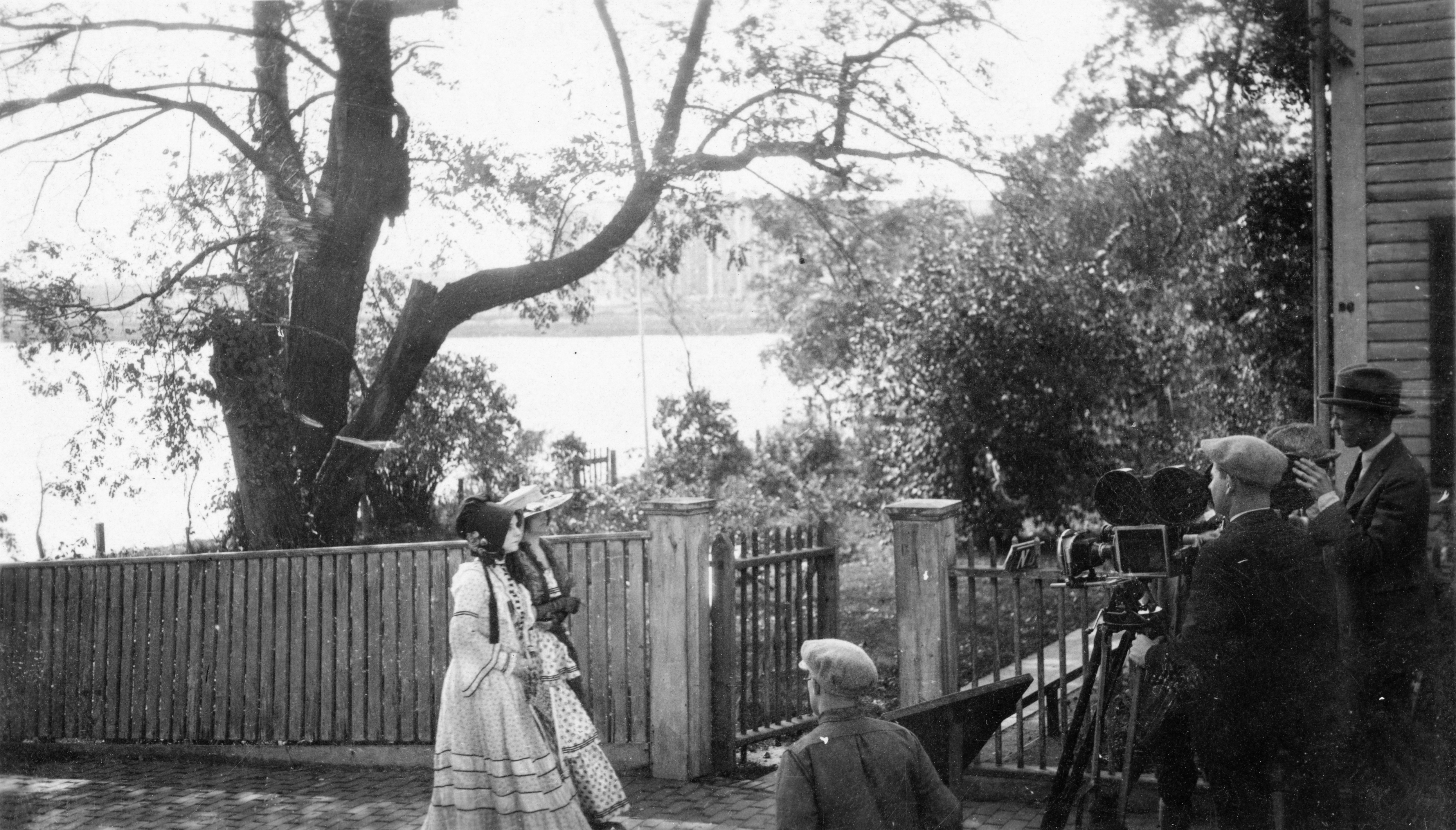
Tournage à Salem en octobre 1922

## Production
Le film a été tourné à Salem (Massachusetts) où est située l'action du film.